# Constantin Pavlovitch de Russie
Pour les articles homonymes, voir Pavlovitch.
Constantin Pavlovitch Romanov, grand-duc de Russie (en russe : Константин Павлович Романов), né le 27 avril 1779 (8 mai dans le calendrier grégorien) à Tsarskoïe Selo et mort le 27 juin 1831 à Vitebsk, est le deuxième fils de l'empereur Paul Ier, frère de l'empereur Alexandre Ier, chef de l'armée et véritable gouverneur du royaume de Pologne sous tutelle russe. En épousant la noble polonaise Joanna Grudzińska, il renonce à succéder à son frère Alexandre Ier et laisse le trône de l'Empire à son frère cadet Nicolas. L'insurrection polonaise qui éclate en novembre 1830, l'oblige à fuir la Pologne pour la Russie où il meurt peu de temps après.

## Biographie
Constantin Pavlovitch Romanov est le deuxième fils du tsar Paul Ier et de Sophie-Dorothée de Wurtemberg. De 1783 à 1795, son précepteur est Frédéric-César de La Harpe.
En 1796, à l'âge de seize ans, il épouse Julienne de Saxe-Cobourg-Saalfeld, fille du duc François de Saxe-Cobourg-Saalfeld, devenu Anna Fedorovna, mais les époux se séparent en 1799. D'une liaison avec la Française Joséphine Mercier, par la suite épouse Friedrichs-Weiss, Constantin a un fils naturel, Paul Alexandrof, né en 1808.

### Guerres napoléoniennes
Lors de la guerre de la troisième Coalition, il commande la Garde impériale. Après la paix de Tilsit, il exprime son admiration pour Napoléon.
Pendant la campagne de France, il se distingue davantage par sa bravoure personnelle, notamment à la bataille de Fère-Champenoise.

### Commandant de l'armée du royaume de Pologne (1815-1830)
Après la chute de Napoléon, le congrès de Vienne attribue à la Russie le duché de Varsovie créé par Napoléon en 1807 à partir des provinces polonaises annexées par la Prusse et par l'Autriche. Ces anciennes terres polonaises réunies sous la domination russe portent désormais le nom de royaume de Pologne (Królestwo Polskie). Cependant les Polonais lui préfèrent le nom de royaume du Congrès. Le tsar Alexandre devient « roi de Pologne » et dote le pays d'une constitution d'orientation libérale, élaborée à Vienne par un accord entre le tsar Alexandre et le prince Adam Czartoryski, ancien ministre des Affaires étrangères de la Russie et ami personnel du tsar. Elle accorde au Royaume un roi, une diète et une armée, ainsi que la liberté de la presse, de la parole et des associations. Le Code Napoléon institué dans le duché de Varsovie en 1808 reste en vigueur.
La Constitution du Royaume prévoit également la fonction de vice-roi (namiestnik), représentant du tsar. Ce poste est attribué au prince Józef Zajączek, précédemment commandant des troupes polonaises de l'armée française. Surveillé par le commissaire impérial Nikolaï Novossiltsev, Zajączek se montre plus préoccupé par ses intérêts personnels que par ceux de la Pologne. Ainsi, Zajączek se bornant à l'aspect honorifique de son rôle, c'est Constantin, le nouveau chef de l'armée du royaume de Pologne, qui devient le véritable vice-roi, le vrai chef de l'Etat polonais qu'il gouverne en policier, par les perquisitions et les emprisonnements arbitraires.
Les Polonais, qui croyaient à la possibilité d'une réunion du grand-duché de Lituanie et du royaume de Pologne, sont déçus. De plus, Constantin établit la censure et exerce une tyrannie féroce sur l'armée. Les militaires polonais dont un bon nombre sont passés par l'armée de Napoléon supportent mal ce mauvais traitement.
Les multiples atteintes à la Constitution du Royaume, les promesses non tenues relatives à la réunification avec les anciennes terres du duché, la russification intensive de ces territoires, la pression fiscale, l’introduction de la censure, la limitation du rôle de la Diète, les pressions sur la magistrature, les brutalités au sein de l’armée sont à l'origine de la formation de nombreuses sociétés secrètes.
Constantin développe le réseau de la police secrète qui traque toutes les velléités d'indépendance des Polonais. Les loges sont interdites. Le major Walerian Łukasiński, fondateur et chef de la Société patriotique, est arrêté en 1822 et condamné à mort. Finalement, il passera toute sa vie et mourra à la forteresse de Schlüsselburg près de Saint Petersbourg, devenant le symbole de la lutte pour l'indépendance et de la résistance polonaise au pouvoir russe.

### Refus de la succession au trône de Russie
En 1820, le divorce entre Constantin et Anna Fedorovna est enfin prononcé et Constantin épouse morganatiquement la comtesse polonaise Joanna Grudzińska, créée princesse de Łowicz. Réputée pour sa beauté, la comtesse Grudzińska avait entamé une liaison avec le grand-duc Constantin dès 1815. Elle est catholique et n’a pas de sang royal. Ses éventuels enfants sont donc privés des droits au trône russe, sans toutefois en priver Constantin.
Constantin officie dans le palais Brühl sur la place de Saxe et le palais du Belvédère est sa résidence privée. Frédéric Chopin s'y produit régulièrement à partir de 1822. Durant ses visites, Frédéric devient l'ami d'Alexandrine de Moriolles, fille du comte de Moriolles, lui-même précepteur de Paul, le fils illégitime de Constantin et de sa maîtresse Joséphine Friedrichs. Constantin apprécie le jeune musicien polonais et celui-ci lui offre une Marche militaire. La Marche est ensuite orchestrée et jouée à la parade, exercice dont Constantin est un amateur enragé.
Le grand-duc est successeur de son frère Alexandre Ier de Russie mais en raison de son mariage, Alexandre envisage de l'écarter du trône. Cependant, Constantin y renonce lui-même confiant à maintes reprises à Alexandre son refus d'accéder à la couronne de Russie. Il se refuse à quitter la Pologne où il se sent bien et où il a rencontré l’amour. Le 14 janvier 1822, il remet officiellement à Alexandre sa renonciation au trône.
Sa renonciation, tenue secrète, profite aux décabristes. Mais leur coup d'État échoue et Nicolas Ier est sacré l'Empereur de Russie le 22 août 1826.

### Le règne de NicolasIeret l'insurrection polonaise
L'avènement du tsar Nicolas Ier  aggrave la situation dans le royaume de Pologne. Monarque absolu en Russie, Nicolas Ier tolère mal les restrictions à ses pouvoirs en Pologne. En 1826, après la mort du général Zajączek, il nomme Constantin vice-roi de Pologne. Celui-ci cherche à imposer une discipline prussienne au sein de l’armée. Des militaires commencent à conspirer contre lui, notamment un groupe formé à l'École des Officiers de l’Infanterie de Varsovie et dirigé par le sous-lieutenant Piotr Wysocki.
En 1829, le tsar vient à Varsovie se faire couronner roi de Pologne le 20 mai. Wysocki envisage un attentat mais, en l'absence de soutien de la Diète, il y renonce.
L'année 1830 est marquée par les événements révolutionnaires en France en juillet, puis en Belgique en octobre. En novembre, les Russes considèrent une intervention armée contre la Belgique. Cette perspective est inacceptable pour les patriotes polonais.
Dans la nuit du 29 novembre 1830, Piotr Wysocki et son groupe s'emparent du palais du Belvédère, la résidence de Constantin. Mais celui-ci réussit à leur échapper sous un habit de femme et quitte Varsovie, tombée aux mains des insurgés. C'est le début de l’insurrection contre la Russie. Le 25 janvier 1831, la Diète du royaume de Pologne prononce la déchéance de Nicolas en tant que roi.
Au vu de l'avancée du soulèvement, Constantin se retire du Royaume, ayant auparavant libéré les troupes polonaises restées à ses côtés du serment d'allégeance.
Le 27 juin 1831 le grand duc Constantin Pavlovitch de Russie meurt du choléra à Vitebsk. Il est inhumé à la cathédrale des Saints-Pierre-et-Paul à Saint-Pétersbourg.
On se souvient de lui comme du grand champion des Polonais. Son amour pour une polonaise lui a coûté la couronne russe. Généralement, c’était un homme impossible dans une situation impossible.

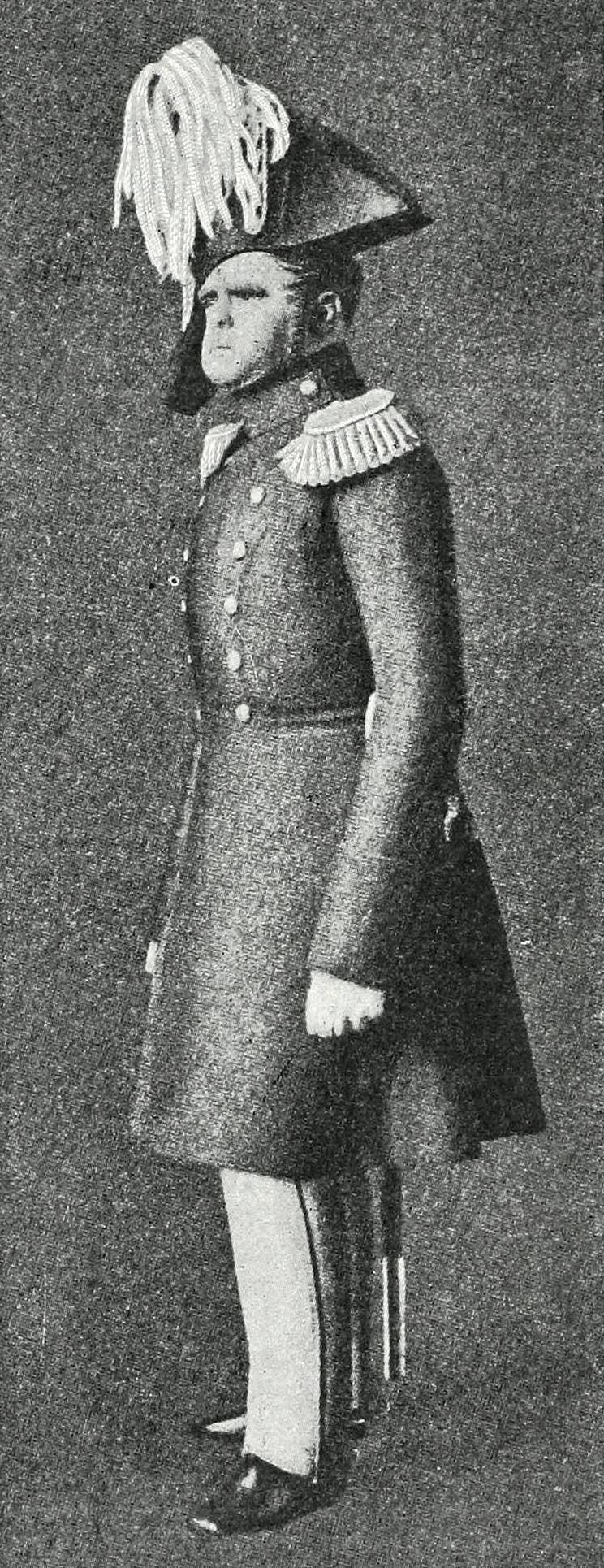
Constantin Pavlovitch, grand-duc de Russie.

## Hommages
La pièce de théâtre, La Nuit de novembre de Stanislaw Wyspiański, raconte cette révolte des Polonais contre les Russes, représentés par le prince Constantin, frère du tsar Nicolas, qui avait commandé la destruction de Varsovie et qui tente d'y arriver avec la collaboration du traître Potocki.